# Padborg Park
Padborg Park är en racerbana i Padborg, Danmark. Banan, som är Danmarks längsta, är 2 150 meter lång och 12 meter bred. Det finns fyra högersvängar, fem vänstersvängar och en chikan. Anläggningen används dagligen för körtekniska kurser, fordonstester, tävlings- och sportlicenskurser samt motorsport tre gånger i veckan. Tidigare anordnades deltävlingar i Danish Touringcar Championship regelbundet.